# 隆福寺 (平遥)
37°14′09″N 112°09′40″E / 37.23583°N 112.16111°E
隆福寺，位于山西省晋中市平遥县南政乡南政村，1982年被列为平遥县文物保护单位，2004年被列为山西省文物保护单位，2013年被列为第七批全国重点文物保护单位。
隆福寺始建于元大德二年(1298年)，明代重修，清嘉庆五年(1800年)补修。寺坐北朝南，两进院落，东西宽30米，南北长99米，占地2927平方米。中轴线上自南而北有影壁、山门、三圣殿、七佛殿等建筑，山门两翼有拱券窑洞，上建钟鼓二楼。正殿七佛殿面阔五间，进深六椽，单檐歇山顶。
- 影壁
- 影壁
- 山门
- 山门脊饰
- 鼓楼
- 三圣殿
- 七佛殿
- 七佛殿当心间平身科斗拱
- 七佛殿柱头科斗拱
- 七佛殿东南转角斗拱
- 七佛殿东南转角斗拱角神
- 七佛殿木雕